# Conus clerii
Conus clerii е вид охлюв от семейство Conidae. Видът не е застрашен от изчезване.

## Разпространение и местообитание
Разпространен е в Бразилия (Парана, Рио Гранди до Сул, Рио де Жанейро, Санта Катарина и Сао Пауло).
Обитава крайбрежията на морета. Среща се на дълбочина от 58 до 80 m, при температура на водата около 23,5 °C и соленост 36,7 ‰.